# Pachnoda fasciata
Pachnoda fasciata är en skalbaggsart som beskrevs av Fabricius 1775. Pachnoda fasciata ingår i släktet Pachnoda och familjen Cetoniidae. Inga underarter finns listade i Catalogue of Life.